# Slavko Kacunko
Slavko Kacunko (* 20. März 1964 in Osijek) ist ein in Deutschland lebender Kunsthistoriker, Medientheoretiker und Philosoph.

## Biographie
1993 machte er an der Philosophischen Fakultät der Universität Zagreb sein Diplom in Kunstgeschichte und Philosophie. 1991 war er einer der Mitbegründer des ersten Kunstmagazins Kroatiens, „Kontura“ Zagreb. 1998 wurde er an der Heinrich-Heine-Universität Düsseldorf bei Hans Körner in Kunstgeschichte promoviert. 2006 habilitierte er sich an der Universität Osnabrück und war dort bis August 2009 Juniorprofessor für Kunstgeschichte der Moderne.
Kacunko war vom April 2010 bis September 2011 W2-Vertretungsprofessor für Bildwissenschaft und Medienästhetik an der Heinrich-Heine-Universität Düsseldorf. Danach übernahm er die Professur für Kunstgeschichte und Visuelle Kultur an der Universität Kopenhagen (bis Dezember 2019). 2014 wurde er in die Academia Europaea gewählt.

## Auszeichnung
- DRUPA-Preis[2] für die beste Dissertation 2000[3]

## Werke
- Marcel Odenbach. Performance, Video, Installation 1975 – 1998. München/Mainz 1999, ISBN 3-931876-24-1.
- Dieter Kiessling. Closed-Circuit Video 1982 – 2000. Nürnberg 2001, ISBN 3-933096-52-9.
- Las Meninas transmedial. Malerei. Katoptrik. Videofeedback. Weimar 2001, ISBN 3-89739-252-6.
- Closed Circuit Videoinstallationen. Ein Leitfaden zur Geschichte und Theorie der Medienkunst mit Bausteinen eines Künstlerlexikons. Berlin 2004, ISBN 3-8325-0600-4.
- mit Dawn Leach (Hrsg.): Image-Problem? Medienkunst und Performance im Kontext der Bilddiskussion. Berlin 2007, ISBN 978-3-8325-1473-0.
- Spiegel. Medium. Kunst. Zur Geschichte des Spiegels im Zeitalter des Bildes. München/Paderborn 2010, ISBN 978-3-7705-5007-4
- Differenz, Wiederholung und Infinitesimale Ästhetik. Matthias Neuenhofer. eva - edition video art #1. Berlin 2012, ISBN 978-3-8325-3077-8
- mit Yvonne Spielmann (Hrsg.): Take it or leave it. Marcel Odenbach. An Anthology of Texts and Video Documents. eva - edition video art #2. Berlin 2013, ISBN 978-3-8325-3386-1
- Culture as Capital. Berlin 2015, ISBN 978-3-8325-3899-6.
- mit Hans Körner und Ellen Harlizius-Klück (Hrsg.): Framings. Berlin 2015, ISBN 978-3-8325-3386-1.
- Sabine Kacunko. Bacteria, Art and other Bagatelles. Wien 2016, ISBN 978-3-903004-83-2.
- (Hrsg.): Theorien der Videokunst. Theoretikerinnen 1988-2003. eva - edition video art, #3. Berlin 2018, ISBN 978-3-8325-4605-2.
- (Hrsg.): Theorien der Videokunst. Theoretikerinnen 2004-2018. eva - edition video art, #4. Berlin 2018, ISBN 978-3-8325-4606-9.
- After Taste. Critique of Insufficient Reason. Berlin 2021, ISBN 978-3-00-069213-0.